# كنيسة مار يوسف (عمان)
كنيسة القديس يوسف كما تعرف أيضاً باسم «كنيسة اللاتين جبل عمان» هو اسم كنيسة كاثوليكية تقع في مدينة عمان، عاصمة الأردن.
يوحي الاسم بأن الكنيسة مكرّسة ليوسف النجار. وهي تابعة لبطريركية اللاتين في القدس.
عام 2015، بالإضافة للخدمات الدينية، ساهمت الكنيسة في إيواء اللاجئين الفارّين من الحرب في العراق. وساهمت في هذه المبادرة أيضاً أكثر من 40 كنيسة في أنحاء البلاد بعد أن إعلان الملك عبد الله الثاني بن الحسين إمكانية لجوء مسيحيو العراق إلى الأردن وإعلان الفاتيكان موافقتها على المساعدة بالأموال.